# Beffroi de Nieuport
Le beffroi de Nieuport est un beffroi attenant à la halle aux grains (Graanhalle) de la ville belge de Nieuport.

## Description
Construit dans le prolongement de la façade de la halle aux grains, le beffroi domine, avec ses 35 mètres de hauteur, ce bâtiment rectangulaire du xive siècle de style gothique de brique.

## Historique
Pendant la Première Guerre mondiale, la tour est dynamitée et la halle, ainsi que toute la ville, est presque entièrement détruite. En 1921-1923, le beffroi et la halle sont reconstruits selon un modèle historique. Le couronnement est maintenant terminé, de sorte que le beffroi est plus proche des clochers d'église de la région. La halle a désormais le même aspect que la première halle, construite en 1280 dans le style gothique tardif.
Le beffroi, avec 55 autres beffrois en Belgique et en France, est reconnu au patrimoine mondial de l'UNESCO depuis 1999.